# Adrian Moisoiu
Adrian Moisoiu (n. 15 ianuarie 1938, Iași) este un politician român. Adrian Moisoiu a fost deputat de Mureș din partea Partidului România Mare (PRM) în legislaturile 2000-2004 și 2004-2008. Adrian Moisoiu a fost președintele PRM Mureș în perioada 1991-2005, membru fondator al Uniunii Vatra Românească, organizație nonguvernamentală de extremă dreapta, și prim vicepreședinte al filialei Mureș, 1990-1991. În legislatura 2000-2004, Adrian Moisoiu a fost membru în grupurile parlamentare de prietenie cu Republica Croația, Japonia și Ungaria; în legislatura 2004-2008, Adrian Moisoiu a fost membru în grupurile parlamentare de prietenie cu Republica Slovenia, Republica Kazahstan și Republica Indonezia.